# Samuel ben Chofni
Samuel ha-Kohen ben Chofni (Samuel ben Hofni; † 1013) war Gaon zu Sura, Bibelkommentator und Bibelübersetzer (ins Arabische). Über die Lebensumstände Samuel ben Chofnis vor seiner Ernennung zum Gaon von Sura im Jahr 997 ist fast nichts bekannt. Als gesichert gilt, dass er ein Nachkomme von Gelehrten des Lehrhauses zu Pumbedita war. Sein Großvater Kohen Zedek ben Josef war von 1926 bis 936 Gaon von Pumbedita, und sein Vater war dort Av-Bet-Din der von Samuel ben Chofnis Onkel Nechemia ben Kohen Zedek organisierten Gegenakademie. Samuel ben Chofni hatte zwei Brüder, Jizchak ben Chofni und Chajjim ben Chofni, die wie er wohl Anhänger der Gegenakademie ihres Onkels waren. Nachdem Scherira ben Chananja 968 zum Gaon der Akademie in Pumbedita aufstieg, übernahm Samuel ben Chofni die Leitung der Gegenakademie,
die sich aufgrund ihrer Oppositionsrolle in einer desolaten finanziellen Situation befand. Während seines Gaonats ab 998 gelang es Samuel ben Chofni, die Akademie in Sura wieder in der jüdischen Gesellschaft zu etablieren und sich zwei Jahre vor Scheira Gaons Tod im Jahr 1006 mit diesem zu versöhnen. Samuel ben Chofni schrieb eine umfangreiche Einführung in den Talmud (Madkhal ila 'al-Talmud, 142 Kapitel, wurde Grundlage eines ähnlichen Werkes des Samuel ha-Nagid).